# Readme
« README.TXT » redirige ici. Pour le livre autobiographique, voir Chelsea Manning#Bibliographie.

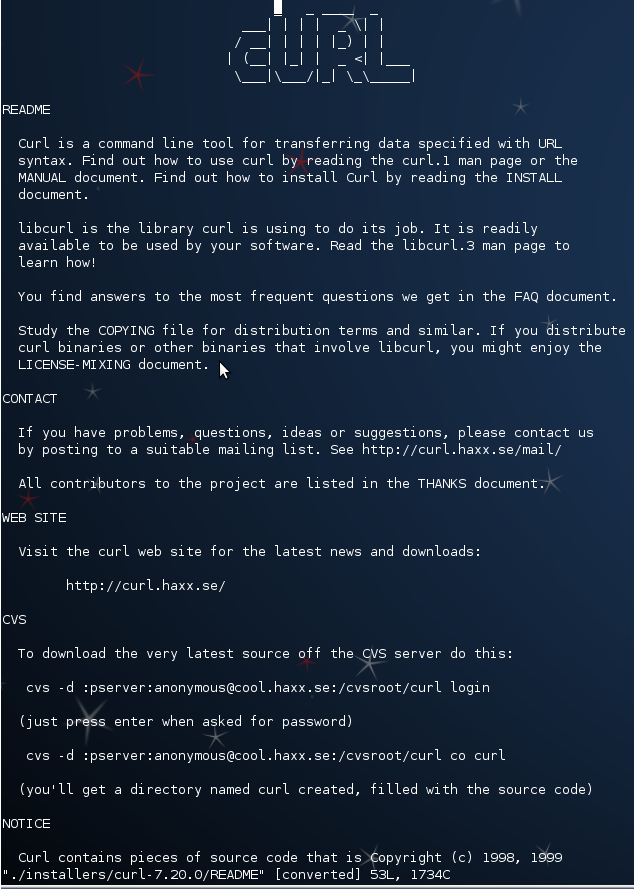
Capture d'écran d'un fichier de l'ancien dépôt CVS de l'application cURL

Un fichier readme (en français, lisez-moi) est un fichier contenant des informations sur les autres fichiers du même répertoire. 
Un tel fichier est généralement un fichier texte appelé « README.TXT », « README.1ST », « READ.ME » ou simplement « README », parfois localisé dans les distributions françaises en « LISEZ-MOI.TXT », etc. Son contenu varie mais inclut d'ordinaire des instructions d'exploitation, une liste des noms et utilités des autres fichiers, des informations sur la personne les ayant créés, voire la licence applicable. Dans les logiciels libres, il peut encore indiquer au développeur comment installer l'environnement de travail relatif au logiciel.
Un fichier readme peut être suivi de l'extension .txt, .nfo, .rtf, .doc, ou encore .md.